# Klinozoizit
A klinozoizit kémiai összetételében és főbb fizikai jellemzőiben azonos a zoizit nevű ásvánnyal. Egyes esetekben a zoiziténál kissé magasabb sűrűséget és nagyobb keménységet állapítottak meg. Megkülönböztetése csak különleges mikroszkóppal végezhető el egyértelműen.

## Főbb tulajdonságai
- Képlete: Ca2Al3(SiO4)3(OH)
- Sűrűsége: 3,3-3,4 g/cm³
- Keménysége: 7,0  (a Mohs-féle keménységi skála szerint)
- Színe: színtelen, sárgászöld, zöld, szürke
- Porszíne: szürkés
- Fénye: üvegfényű